# Бестобе (рудник)
Бестобе (рудник) – гірничодобувне підприємство в Акмолинській області Казахстану, які здійснює розробку однойменного золотого родовища.
Родовище Бестобе ввели в експлуатацію у 1932 році. Нетривалий період розробка велась відкритим способом, в 1934-му заклали шахту №2, а у 1936-му розпочали шахтний видобуток. Не пізніше 1938-го з’явились шахти №7 та №18, а станом на 1947-й основними виробничими майданчиками Бестобе були шахти №2, №8 та «Західна» (останню заклали в 1946 році). Отримана руда з 1939-го проходила переробку на власній збагачувальній фабриці рудника.
На початку 1960-х вже наближались до відпрацювання шахти №50 та №51, які разом з шахтою №7 передали для доробки старательським артілям «Схід», №3 та імені Щорса.
В подальшому на руднику відкривались інші шахти й у підсумку він отримав наступне облаштування:
- на Центральній ділянці родовища – шахти №2 (доведена до глибини у 430 метрів), «Сліпа 1», «Сліпа 2» (пройдені до глибини у 610 метрів);
- на Західній ділянці родовища – шахти «Західна» (доведена до глибини 340 метрів), «Капітальна» (в 1975-му поглиблена до 610 метрів), «Вентиляційна» (глибина 890 метрів), «Сліпа №3» (пройдена з горизонту 520 метрів до горизонту 665 метрів, якого досягнула у тому ж 1975-му) Крім того, після виявлення зони «Дальня» її відпрацювання з 1980-го провадили кар’єром, що у підсумку досягнув глибини 93 метра, та шахтою «Нова» (глибина 890 метрів).
В середині 1990-х запустили кар’єр зони «1009».
З крахом планової економіки рудник зустрівся з серйозними проблемами та зупинився. При цьому в 1999-му права на розробку Бестобе отримала компанія «Казахалтин», яку в 2018-му придбала компанія «Алтиналмас», що володіє золоторудними копальнями у ряді регіонів Казахстану (рудники Аксу, Жолимбет, Акбакай, Пустинний, Долинний, Секісовсіький). 
В 2005-му на Бестобе ввели в дію ділянку кучкового вилуговування продуктивністю 1 млн тон на рік, яка використовувала руду із зони «1009» та після вичерпання відповідного кар’єру була зупинена. Видобувний напрямок підсилили за рахунок запущеного в 2005-му кар’єру зони «1008» та відновлення у 2010-му підземної розробки зони «Дальня».
Станом на 2017 рік на Бестобе з початку розробки було вилучено 160 тон золота. При цьому роботи продовжувались щонайменше на шахтах «Нова» та «Вентиляційна» ділянки Західна, через які розробляли глибокі горизонти 655, 700 та 745 метрів. Того ж 2017-го на Бестобе запустили нову збагачувальну фабрику для переробки техногенних відвалів потужністю 2,2 млн тон на рік. Проект був розрахований на кілька років, за які мали вилучити 5,6 тон золота. 
Враховуючи нерентабельність підземного видобутку, «Алтиналмас» оголосила про плани переходу до кар’єрної розробки (як це зробили в 2020-му на розташованому у тій же області родовищі Аксу). Місцеві мешканці, що залежали від роботи на шахтах, виступили проти цього проекту, обгрунтовуючи свої дії екологічними міркуваннями. Як наслідок, в 2021-му «Алтиналмас» зупинив роботи на Бестобе. Шахти почало затоплювати і станом на 2023 рік вода вже підходила до горизонту 610 метрів.